# Молдавский, Валентин Игоревич
Валенти́н И́горевич Молда́вский (6 февраля 1992, Новопсков) — украинский и российский самбист, боец смешанного стиля полутяжёлой весовой категории. Многократный чемпион Украины по боевому самбо, чемпион и призёр чемпионатов Европы, чемпион мира, мастер спорта. В любительском ММА имеет звание чемпиона Европы, победитель Суперкубка России, чемпион и серебряный призёр чемпионатов России, мастер спорта России международного класса. Начиная с 2015 года выступает в профессиональных смешанных единоборствах, известен по участию в турнирах таких организаций как Bellator, Fight Nights, Rizin FF и др.

## Биография
Валентин Молдавский родился 6 февраля 1992 года в посёлке Новопсков Луганской области. Окончил Луганский государственный университет внутренних дел имени Э. А. Дидоренко, где обучался на факультете криминальной милиции.
Активно заниматься боевым самбо начал в возрасте семнадцати лет. Впервые заявил о себе в 2013 году, заняв седьмое место на чемпионате мира среди юниоров и второе место на чемпионате Украины. Первого серьёзного успеха на взрослом международном уровне добился в 2014 году, когда попал в основной состав украинской национальной сборной и побывал на чемпионате Европы в Бухаресте, откуда привёз награду бронзового достоинства, выигранную в полутяжёлой весовой категории. Получил звание мастера спорта по боевому самбо.
В связи с разразившимся на Украине кризисом перешёл в российскую сборную по ММА, в частности в 2014 году стал обладателем Кубка России по любительскому ММА и одержал победу на чемпионате Европы. Год спустя завоевал серебряную медаль на чемпионате России по любительскому ММА — единственное поражение потерпел в финале от Магомеда Анкалаева. За выдающиеся спортивные достижения удостоен почётного звания «Мастер спорта России международного класса» по ММА.
В 2015 году дебютировал в профессиональных смешанных единоборствах, на турнире в Омске победил рычагом локтя армянского бойца Карена Карапетяна. С этого момента Молдавский начал тренироваться вместе с Фёдором Емельяненко и присоединился к созданной им команде Fedor Team.

Валентин Молдавский — звёздочка, открывшаяся за последние два года. Я к нему присматривался, когда он выступал на чемпионатах Союза ММА России. Сначала я предложил Магомеду Анкалаеву выступить на предстоящем турнире, но он сам и его тренер Шамиль Алибатыров приняли решение сначала стать чемпионами мира по любителям, а потом отталкиваться от этого. За Магомедом стоял Валентин Молдавский, которого я и пригласил в команду следующим.— Фёдор Емельяненко
Вместе с Емельяненко Валентин Молдавский отправился в Японию и принял участие в турнире Rizin fighting federation, где удушающим приёмом сзади победил японского каратиста Юту Утиду. В июне 2016 года удушающим приёмом «гильотина» взял верх над представителем Германии Даниэлем Дёррером на турнире Fight Nights в Санкт-Петербурге. Продолжив выступать в Rizin, стал участником гран-при тяжеловесов и на стартовом этапе единогласным решением судей победил шведского бойца Карла Альбректссона. В четвертьфинале гран-при единогласно победил поляка Шимона Байора, но затем на стадии полуфиналов потерпел первое в профессиональной карьере поражение — раздельным решением судей от представителя Ирана Амира Алиакбари.
В июле 2017 года дебютировал в крупном американском промоушене Bellator, выиграв единогласным решением судей у Карла Семанутафа.
Следующий свой бой в лиге Bellator провел через год, 13 июля 2018 года, соперником был Эрнест Джеймс. Молдавский победил техническим нокаутом в первом раунде. В марте 2019 года победил единогласным решением судей Линтона Васселла. В 2020 году провел два боя, сначала победил Хави Айялу, а затем опытного ветерана Роя Нельсон. Оба раза победа была достигнута единогласным решением судей. 25 июня 2021 года встретился с Тимоти Джонсоном в бою за временный титул чемпиона Bellator в тяжелом весе. По итогам пяти раундов судьи отдали победу Молдавскому (50-45, 49-46 и 49-46), который завоевал временный титул и теперь должен сразиться с полноценным чемпионом Райаном Бейдером.

## Титулы и достижения

### Смешанные единоборства
Bellator - Временный чемпион в тяжелом весе.

### Самбо
чемпионаты России
- Чемпионат России по самбо 2018 — ;
- Чемпионат России по самбо 2020 — ;
- Чемпионат России по самбо 2025 — ;

чемпионаты Европы
- Чемпионат Европы по самбо 2014 — ;
- Чемпионат Европы по самбо 2018 — ;

чемпионаты мира
- Чемпионат мира по самбо 2018 — ;
- Чемпионат мира по самбо 2020 — ;

## Статистика в профессиональном ММА
| Боёв 19         | Побед 13 | Поражений 4 |
| --------------- | -------- | ----------- |
| Нокаутом        | 2        | 1           |
| Сдачей          | 3        | 0           |
| Решением        | 8        | 3           |
| Не состоявшихся | 2        | 2           |

| Результат    | Рекорд   | Соперник          | Способ                            | Турнир                                              | Дата             | Раунд | Время | Место                        | Примечание                                                 |
| ------------ | -------- | ----------------- | --------------------------------- | --------------------------------------------------- | ---------------- | ----- | ----- | ---------------------------- | ---------------------------------------------------------- |
| Поражение    | 13–4 (1) | Линтон Васселл    | Раздельное решение                | PFL 4 (2024)                                        | 13 июня 2024     | 3     | 5:00  | Анкасвилл, Коннектикут, США  |                                                            |
| Победа       | 13–3 (1) | Антон Делия       | TKO (удары)                       | PFL 1 (2024)                                        | 4 апреля 2024    | 1     | 2:17  | Сан-Антонио, Техас, США      |                                                            |
| Победа       | 12-3 (1) | Стив Моури        | Единогласное решение              | Bellator 298                                        | 11 августа 2023  | 3     | 5:00  | Су-Фолс, Южная Дакота, США   |                                                            |
| Поражение    | 11-3 (1) | Линтон Васселл    | Нокаут (удары руками и локтями)   | Bellator 292                                        | 10 марта 2023    | 1     | 3:03  | Сан-Хосе, Калифорния, США    |                                                            |
| Не состоялся | 11-2 (1) | Стив Моури        | Отменён (Без результата)          | Bellator 284                                        | 12 августа 2022  | 1     | 0:54  | Су-Фолс, Южная Дакота, США   |                                                            |
| Поражение    | 11-2     | Райан Бейдер      | Единогласное решение              | Bellator 273                                        | 29 января 2022   | 5     | 5:00  | Финикс, Аризона, США         | Бой за титул чемпиона Bellator в тяжёлом весе.             |
| Победа       | 11-1     | Тимоти Джонсон    | Единогласное решение              | Bellator 261                                        | 25 июня 2021     | 5     | 5:00  | Анкасвилл, Коннектикут, США  | Выиграл титул временного чемпиона Bellator в тяжёлом весе. |
| Победа       | 10-1     | Рой Нельсон       | Единогласное решение              | Bellator 244                                        | 21 августа 2020  | 3     | 5:00  | Анкасвилл, Коннектикут, США  |                                                            |
| Победа       | 9-1      | Хави Айяла        | Единогласное решение              | Bellator 239                                        | 21 февраля 2020  | 3     | 5:00  | Такервилл, Оклахома, США     |                                                            |
| Победа       | 8-1      | Линтон Васселл    | Единогласное решение              | Bellator 218                                        | 22 марта 2019    | 3     | 5:00  | Такервилл, Оклахома, США     |                                                            |
| Победа       | 7-1      | Эрнест Джеймс     | Технический нокаут (удары руками) | Bellator 202                                        | 13 июля 2018     | 1     | 4:03  | Такервилл, Оклахома, США     |                                                            |
| Победа       | 6-1      | Карл Семанутафа   | Единогласное решение              | Bellator 181                                        | 14 июля 2017     | 3     | 5:00  | Такервилл, Оклахома, США     |                                                            |
| Поражение    | 5-1      | Амир Алиакбари    | Раздельное решение                | Rizin Fighting World Grand Prix 2016: Final Round   | 31 декабря 2016  | 2     | 5:00  | Сайтама, Сайтама, Япония     |                                                            |
| Победа       | 5-0      | Шимон Байор       | Единогласное решение              | Rizin Fighting World Grand Prix 2016: 2nd Round     | 29 декабря 2016  | 2     | 5:00  | Сайтама, Сайтама, Япония     |                                                            |
| Победа       | 4-0      | Карл Альбректссон | Единогласное решение              | Rizin Fighting World Grand Prix 2016: Opening Round | 25 сентября 2016 | 2     | 5:00  | Сайтама, Сайтама, Япония     |                                                            |
| Победа       | 3-0      | Даниэль Дёррер    | Болевой (гильотина)               | Fight Nights Global 50                              | 17 июня 2016     | 1     | 0:47  | Санкт-Петербург, Россия      |                                                            |
| Победа       | 2-0      | Юта Утида         | Болевой (удушение сзади)          | Rizin FF: Saraba no Utake                           | 29 декабря 2015  | 1     | 2:20  | Сайтама, Сайтама, Япония     |                                                            |
| Победа       | 1-0      | Карен Карапетян   | Болевой (рычаг локтя)             | Professional Combat Sambo: Eurasian Economic Union  | 21 февраля 2015  | 1     | 1:26  | Омск, Омская область, Россия |                                                            |